# 第二軍團 (英國)
第2軍團（英語：Second Army）是英國陸軍的軍團，在第一次世界大戰期間活躍在西線戰場，1917年11月至1918年3月被派往義大利。第二次世界大戰期間參與諾曼第登陸和市場花園行動。